# Джорніко
Джорніко (італ. Giornico) — громада  в Швейцарії в кантоні Тічино, округ Левентіна.

## Географія
Громада розташована на відстані близько 125 км на південний схід від Берна, 26 км на північний захід від Беллінцони.
Джорніко має площу 19,5 км², з яких на 7,7% дозволяється будівництво (житлове та будівництво доріг), 4,5% використовуються в сільськогосподарських цілях, 63,6% зайнято лісами, 24,2% не є продуктивними (річки, льодовики або гори).

## Демографія
2019 року в громаді мешкало 833 особи (-1,8% порівняно з 2010 роком), іноземців було 28,7%. Густота населення становила 43 осіб/км².
За віковим діапазоном населення розподілялося таким чином: 16% — особи молодші 20 років, 56,4% — особи у віці 20—64 років, 27,6% — особи у віці 65 років та старші. Було 405 помешкань (у середньому 2 особи в помешканні).
Із загальної кількості 379 працюючих 16 було зайнятих в первинному секторі, 182 — в обробній промисловості, 181 — в галузі послуг.